# 东升镇 (营山县)
东升镇，是中华人民共和国四川省南充市营山县下辖的一个乡镇级行政单位。2019年10月，撤销济川镇，将其所属行政区域划归东升镇管辖。

## 行政区划
东升镇下辖以下地区：
东升村、桂花村、朝阳村、楼房村、三官村、檬子村、高峰村、锁水村、玉帝村、深井村、关帝村、望龙村、油坊村、桦树村、福乐村、盐井村、黄岭村、金花村、石坝村和胡梁村，黄桷村、石庙村、东林村、川祖村、六合村、踏水村、青庙村、济川村、合兴村、道坪村、陡嘴村、尖山村、金凤村、东岳村和向坝村。